# کنعان
کَنعان تمدنی سامی‌زبان در خاور نزدیک باستان در هزاره دوم پیش از میلاد بود. این نام در تنخ بارها به کار رفته و حدوداً برابر سرزمین شام، به خصوص جنوب آن، است و مناطقی چون فنیقیه، فلیسطیه و اسرائیل و مناطقی دیگر بخش‌هایی از آن محسوب شده‌اند. امروزه اسرائیل، لبنان، اردن، سوریه و اراضی فلسطین قسمت‌هایی از کنعان را در خاک خود دارند.
این منطقه در دورهٔ عمارنه در پایان عصر برنز اهمیت ویژه‌ای داشته چرا که محل پیوند روابط امپراتوری‌های باستانی مصر، هیتی و آشور بوده‌است. نام کنعان در نوشته‌های مربوط به هزارهٔ چهارم پیش از میلاد آمده‌است و بعدها در نامه‌های عمارنه به صورت کیناحو (Kinaḫḫu) ذکر می‌شود. این در حالی است که منابع پادشاهی نوین مصر به عملیات نظامی متعدد در کا-نا-نا (Ka-na-na) اشاره شده‌است. در متون مصر باستان کاربرد منطقهٔ کنعان معمولاً اشاره به منطقهٔ راهزنان و دزدان و در قالب کابرد معانی منفی و اشاره به «منطقه راهزنان» دارد. ریشه‌شناسی کلمهٔ کنعان مشخص نیست.
در کتب دوم تا پنجم تنخ که به تورات نیز موسومند، موسی بنی‌اسرائیل را به سمت ارض موعود که در کنعان واقع است، رهبری می‌کند اما خود پیش از رسیدن به مقصد می‌میرد. در کتاب یوشع، ششمین کتاب تنخ که حاوی روایت فتح کنعان توسط بنی‌اسرائیل است، از «کنعانیان» به عنوان یکی از گروه‌هایی که توسط بنی‌اسرائیل نابود شده‌اند، یاد شده‌است. با این وجود، برخلاف این روایات، یافته‌های باستان‌شناسی نشان می‌دهد که بنی‌اسرائیل در واقع خود در ابتدا کنعانی بوده‌اند، خدایان کنعانی مثل ال را می‌پرستیدند و میان فرهنگ اسرائیلی و کنعانی هم‌پوشانی زیادی وجود داشته‌است و باستان‌شناسان موفق نشده‌اند هیچ اثری از خروج بنی‌اسرائیل از مصر بیابند. در منابع یونان باستان از قرن ششم قبل از میلاد به بعد، فنیقی‌ها «کنعانی» نامیده شده‌اند. بعد از مهاجرت کنعانی‌زبانان به کارتاژ، کارتاژی‌ها در دوران باستان متأخر خود را کنعانی می‌نامیدند.

## ریشه نام
ریشه‌شناسی نام کنعان نامشخص است. توضیح اولیه، این اصطلاح را از ریشه سامی knʿ مشتق می‌کند که معنای «پایین بودن، پست، مطیع بودن» را می‌دهد. برخی از محققان عقیده دارند که این کلمه به معنای «سرزمین‌های پست» است، در مقابل با واژه «آرام» که در این صورت به معنای «سرزمین‌های بلند» است. دیگر محققان پیشنهاد کرده‌اند که به معنای «تسلیم» به عنوان نام استان مصر در شام بوده و به نامی مشابه به استان گل ناربونی (اولین مستعمره رومی در شمال آلپ که به پروانس تبدیل شد) تبدیل شده‌است.
پیشنهاد جایگزینی که توسط افرایم آویگدور اسپایسر در سال ۱۹۶۳ ارائه شد که ریشه این کلمه از اصطلاح هوریانی Kinaḫḫu گرفته شده‌است که ظاهرا به رنگ ارغوانی اشاره دارد، به طوری که اصطلاح «کنعان» و «فنیقیه» مترادف خواهند بود. به نظر می‌رسد الواح یافت شده در شهر هوریایی نوزی در اوایل قرن بیستم از اصطلاح Kinaḫnu به عنوان مترادف رنگ قرمز یا ارغوانی استفاده می‌کنند که به سختی توسط حاکمان کاسی بابل از نرم‌تنانی مانند صدف فرفری در اوایل ۱۶۰۰ قبل از میلاد و در سواحل مدیترانه توسط فنیقی‌ها از محصول جانبی شیشه سازی تولید می‌شد. پارچه بنفش نیز به کالای صادراتی مشهور کنعانی تبدیل شده بود که در سفر خروج نیز به آن اشاره شده‌است. همچنین به نظر می‌رسد در گذشته رنگ‌ها بر اساس محل منش خود نامگذاری شده باشند. نام فنیقیه با کلمه یونانی «بنفش» مرتبط است، ظاهرا به همان محصول اشاره دارد، اما به سختی می‌توان با قاطعیت بیان کرد که آیا کلمه یونانی از این نام آمده‌است یا برعکس. پارچه بنفش صور (در فنیقیه) بسیار شناخته شده بود و در میان رومیان با اشراف و سلطنت مرتبط بود. با این حال، به گفته رابرت دروز، پیشنهاد اسپایزر دربارهٔ منش نام کنعان، به‌طور کلی کنار گذاشته شده‌است.

## تاریخ
عصر مس‌سنگی (۴۵۰۰–۳۵۰۰ ق. م)

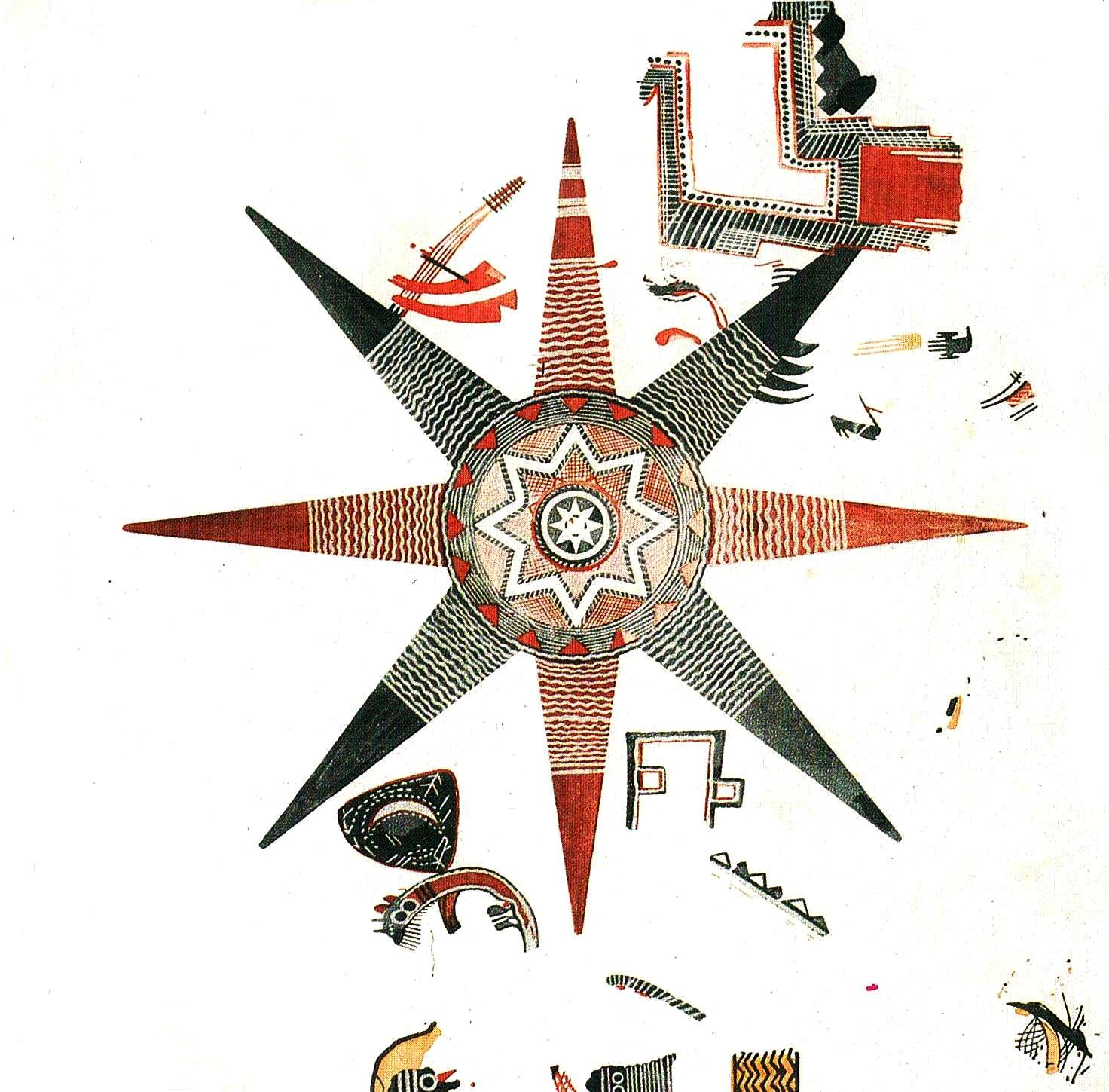
ستاره غسولینی

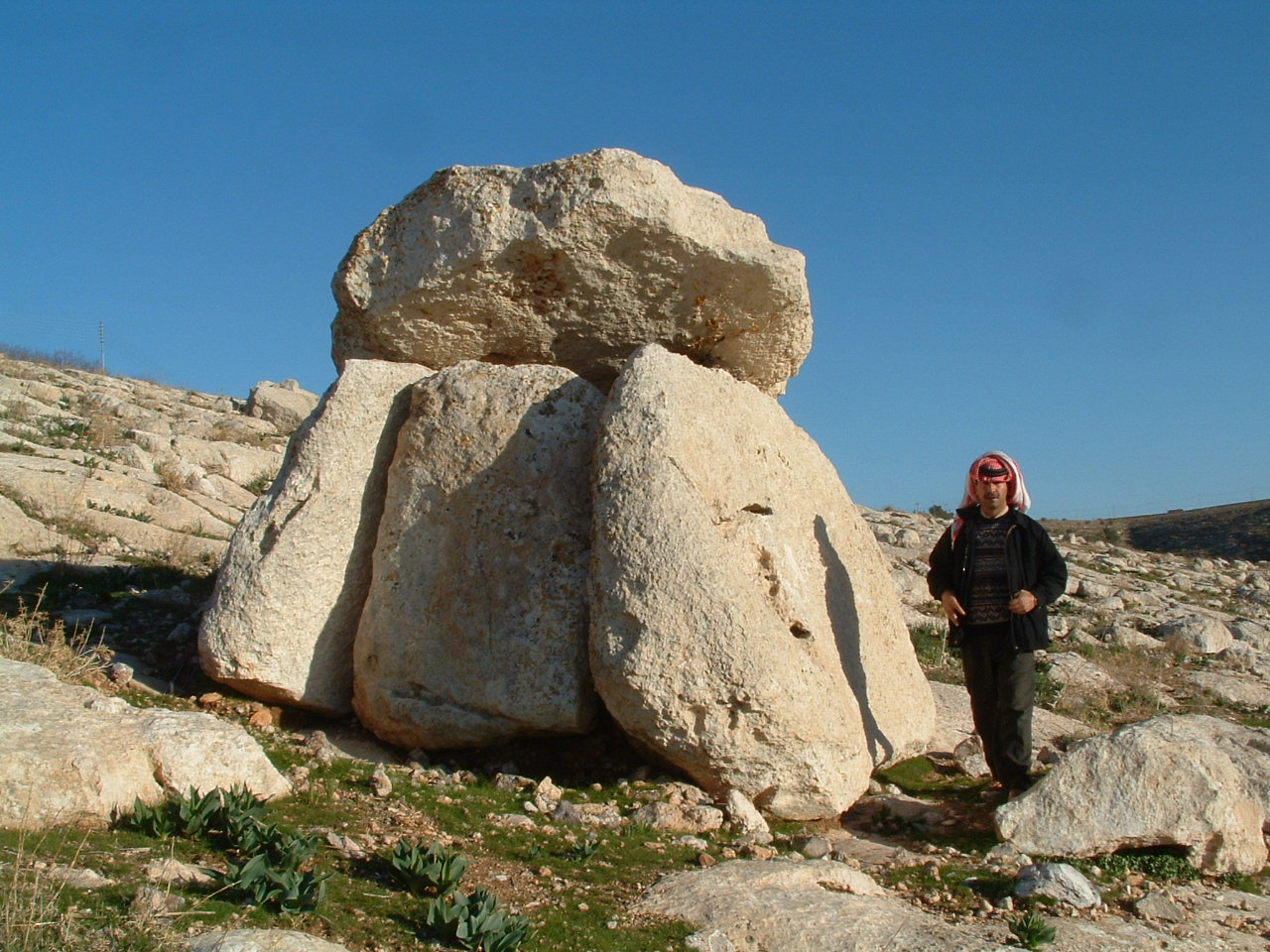
نمونه ای از میزسنگ غسولینی در اردن

موج مهاجرتی به نام فرهنگ غسولینی در حدود ۴۵۰۰ سال قبل از میلاد وارد کنعان شدند. آنها از وطن ناشناخته خود سنت کار با فلز را به این منطقه آوردند. این آغاز دوران مس‌سنگی در کنعان است. آنها مسگرهای متخصصی بودند. در واقع کار آنها پیشرفته‌ترین تکنولوژی فلزی در دنیای باستان بود. کار آنها شبیه به مصنوعات فرهنگ متاخر مایکوپ است. برخی از محققان به این عقیده رسیده‌اند که فرهنگ غسولینی و مایکوپ دو شاخه از یک سنت اصلی فلزکاری را نشان می‌دهند. معدن مس اصلی غسولینی‌ها در وادی فینان بود. آنها همچنین مجسمه‌هایی به شکل ویولن، شبیه به مجسمه‌های فرهنگ کیکلادی در بارک در بین‌النهرین شمالی ایجاد کردند. تجزیه و تحلیل ژنتیکی نشان داد که غسولینی‌ها متعلق به هاپلوگروپ جی-ام۱۸۴ بودند.
پایان دوره مس‌سنگی شاهد ظهور سکونتگاه شهری عین آشور در سواحل جنوبی مدیترانه بود.
اوایل عصر برنز (۳۵۰۰–۲۰۰ ق. م)

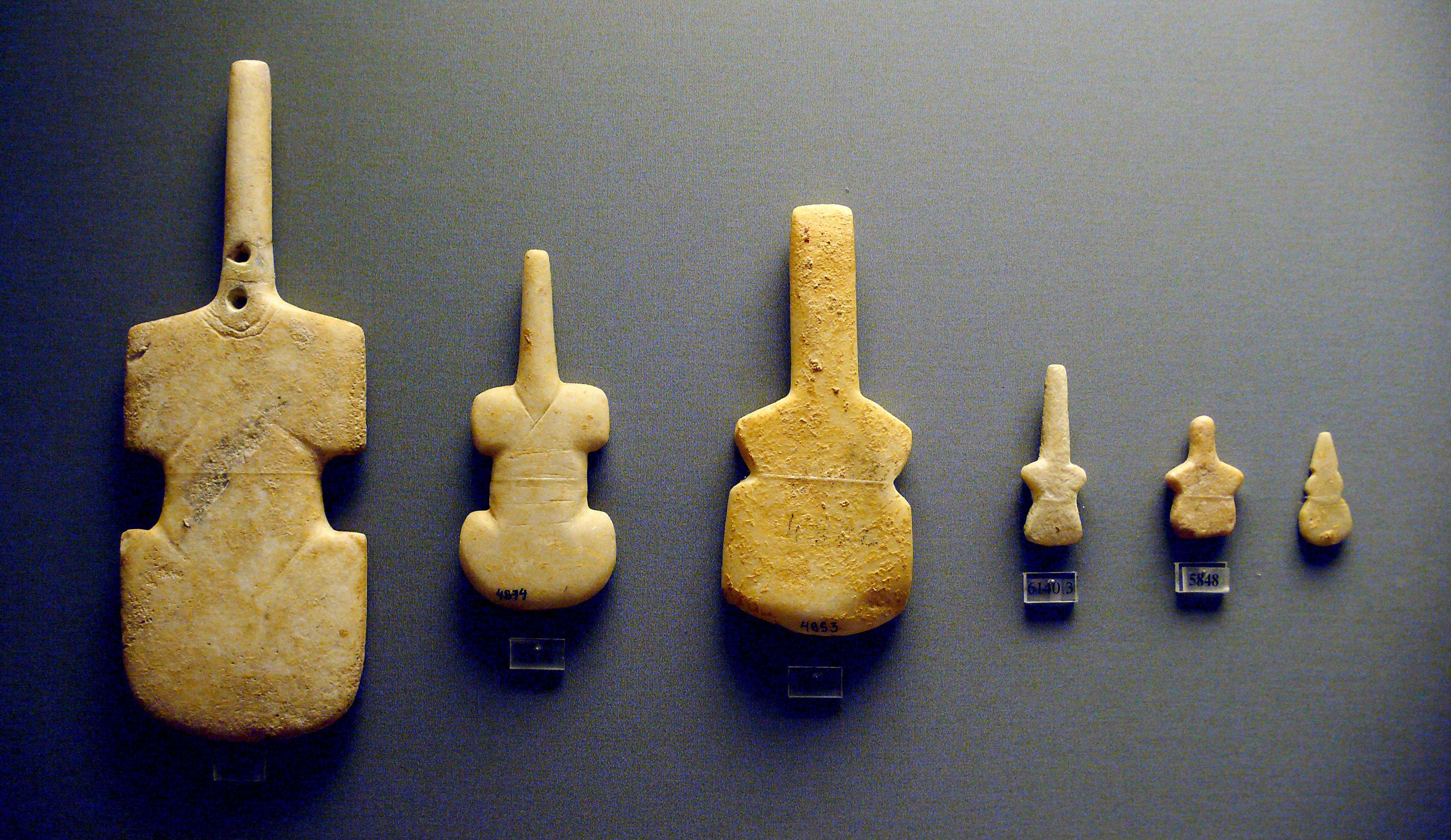
مجسمه‌های کیکلادی زن به شکل ویولن

در اوایل عصر برنز، مکان‌های مانند ابلا توسعه یافتند که تا سال ۲۳۰۰ قبل از میلاد به امپراتوری اکدی سارگون بزرگ و نارام سین اکد مستقر در بین‌النهرین ادغام شد. ارجاعات سومری به مار-تو ("خیمه نشینان"، بعدها عمورو، یعنی عموری‌ها) در غرب رود فرات مربوط به زمان قدیمی تر از سارگون است که حداقل به زمان سلطنت پادشاه سومری، اینشاکوشانا پادشاه اوروک می‌رسد. یک لوح به لوغال انی موندو، پادشاه اولیه سومری اشاره می‌کند که در این منطقه تسلط داشته‌است، اگرچه این لوح اعتبار کمتری در نظر گرفته می‌شود زیرا قرن‌ها بعد از زمان مورد اشاره به وجود آمده‌است.
عموری‌ها در تل هازور، کادش و جاهای دیگر در امورو (سوریه) در شمال و شمال شرق با کنعان هم‌مرز بودند. فروپاشی امپراتوری اکد در سال ۲۱۵۴ قبل از میلاد شاهد ورود مردمی بود که از ظروف خربت الکرک (سفال) استفاده می‌کردند، که در اصل از کوه‌های زاگرس ایران آمده بودند. علاوه بر این، تجزیه و تحلیل دی‌ان‌ای نشان داد که بین ۲۵۰۰ تا ۱۰۰۰ قبل از میلاد، جمعیت‌های زاگرس عصر مس‌سنگی و قفقاز عصر برنز به شام جنوبی مهاجرت کرده‌اند.
اولین شهرها در جنوب شام در این دوره به وجود آمدند. مقرهای اصلی عین آشور و تل مگیدو بودند. این پیش کنعانیان با سایر مردمان جنوب خود مانند مصر، و شمال آسیای صغیر (هوری‌ها، حتی‌ها، هیتی‌ها، لووی‌ها) و بین‌النهرین (سومر، اکد، آشور) در تماس منظم بودند، روندی که در عصر آهن نیز ادامه یافت. پایان این دوره با رها شدن شهرها و بازگشت به سبک زندگی مبتنی بر روستاهای کشاورزی و گله داری نیمه عشایری مشخص شد، اگرچه تولید صنایع دستی تخصصی ادامه یافت و مسیرهای تجاری بازماند. از نظر باستان‌شناسی، ایالت اوگاریت (در راس شمرا در سوریه) در اواخر عصر برنز اساساً کنعانی در نظر گرفته می‌شود، حتی اگر زبان اوگاریتی آن متعلق به گروه زبان‌های کنعانی نباشد.
ارجاع مورد مناقشه به ارباب گا-نا-نا در الواح سامی ابلا از آرشیو تل مردیخ توسط برخی از محققان به ذکر خدای داگون با عنوان «رب الکنعان» تفسیر شده‌است. اگر درست باشد، این نشان می‌دهد که ابلیان تا ۲۵۰۰ سال قبل از میلاد از وجود کنعان آگاه بودند. جاناتان توب بیان می‌کند که اصطلاح گا-نا-نا ممکن است ارجاع هزاره سوم به کنعانیان را ارائه دهد، در حالی که در همان زمان بیان می‌کند که اولین اشاره قطعی به کنعان، در قرن ۱۸ قبل از میلاد است.
عصر برنز میانه (۲۰۰–۱۵۵۰ ق. م)
در این دوره شهرنشینی بازگشت و این منطقه بین شهرهای کوچک تقسیم شد که به نظر می‌رسد مهم‌ترین آنها هازور بوده‌است. بسیاری از جنبه‌های فرهنگ مادی کنعانیان اکنون منعکس کننده نفوذ بین‌النهرین بود و کل منطقه به شدت در یک شبکه تجارت بین‌المللی گسترده ادغام شده بود.
در اوایل سلطنت نارام سین اکد (حدود ۲۲۴۰ پیش از میلاد) عمورو به همراه سوبارتو/آشور، سومر و ایلام یکی از «چهار محله» اطراف اکد نامیده می‌شد. سلسله‌های عموری در بسیاری از بین‌النهرین از جمله در لارسا، ایسن و بابل (تأسیس در سال ۱۸۹۴ قبل از میلاد)، تسلط یافتند. بعدها، عمورو به اصطلاح آشوری/اکدی برای داخل جنوب و همچنین برای کنعان شمالی تبدیل شد. در این زمان به نظر می‌رسید که منطقه کنعانی بین دو کنفدراسیون تقسیم شده، یکی در تل مگیدو در دره مرج ابن عامر، و دومی در شمال شهر کادش در رودخانه اورونتس. یکی از رهبران عموری به نام سومو آبوم در سال ۱۸۹۴ قبل از میلاد بابل را به عنوان یک دولت‌شهر مستقل تأسیس کرد. یکی از پادشاهان عموری بابل، حمورابی (۱۷۵۰–۱۷۹۲ قبل از میلاد)، اولین امپراتوری بابلی را تأسیس کرد که فقط تا زمان حیات او دوام آورد. پس از مرگ او، عموری‌ها از آشور رانده شدند، اما تا سال ۱۵۹۵ قبل از میلاد، به عنوان اربابان بابل باقی ماندند، که بعداً هیتی‌ها آنها را بیرون راندن.
داستان نیمه تخیلی سینوهه افسر مصری به نام سینوهه را توصیف می‌کند که در زمان سلطنت سنوسرت یکم (حدود ۱۹۵۰ قبل از میلاد) در منطقه «رتجنو علیا» و «فنخو» فعالیت‌های نظامی انجام می‌دهد. اولین گزارش مصر از لشکرکشی به منتو، رتجنو و شکیم (شِچِم) کتیبه سبِک‌خو است که تاریخ آن به سلطنت سنوسرت سوم (حدود ۱۸۶۲ ق. م) می‌رسد.

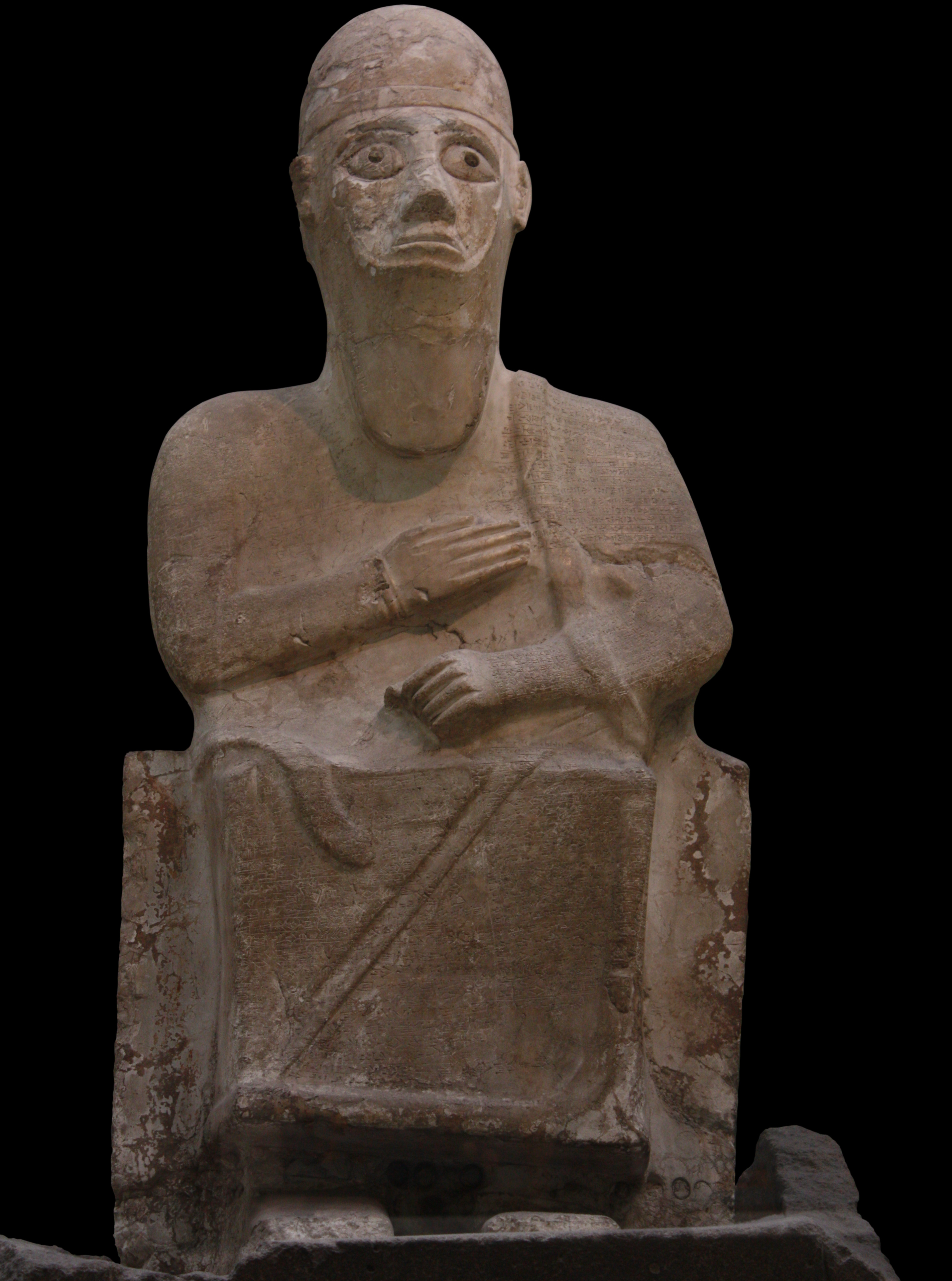
مجسمه شاه ادریمی که کتیبه ای قسمت‌های بزرگ بدن را پوشانده. این کتیبه که به زبان اکدی نوشته شده‌است شرح پادشاه ادریمی است که به سرزمین کنعانیان پناه می‌برد. این کتیبه نخستین اشاره خاص به خط میخی به کنعان است.

نامه‌ای از موت‌بصیر به شمشی-ادد یکم (حدود ۱۸۰۹–۱۷۷۶ قبل از میلاد) از دوره آشوری کهن (۲۰۲۵–۱۷۵۰ قبل از میلاد) ترجمه شده‌است: «در رحیسوم است که راهزنان (habbatum) و کنعانیان (Kinahnum) واقع شده‌اند». ابین نامه در سال ۱۹۷۳ در خرابه‌های ماری، توسط یک پاسگاه آشوری در آن زمان در سوریه کشف شد. ارجاعات منتشر نشده دیگر به کیناهنوم (Kinahnum) در نامه‌های ماری به همین قسمت اشاره دارد. اینکه آیا اصطلاح کیناهنوم به مردم منطقه خاصی اشاره دارد یا به مردمی با منشأ خارجی، مورد مناقشه قرار گرفته‌است، به طوری که رابرت دروز بیان می‌کند که اولین اشاره قطعی به خط میخی به سرزمین کنعان در مجسمه ادریمی (قرن ۱۶ قبل از میلاد) از آلاله در سوریه مدرن یافت می‌شود.
اشاره‌ای به "سرزمین کنعان" در مجسمه ادریمی، پادشاه آلاله (قرن ۱۶ قبل از میلاد)، در سوریه مدرن يافته شده‌است. پس از قیام مردمی علیه حکومت ادریمی، او به همراه بستگان مادرش مجبور به ترک آلاله و پناه بردن به سرزمین کنعان می‌شود که در آنجا برای باز پس‌گیری شهرش، آماده حمله نهایی می‌شود.

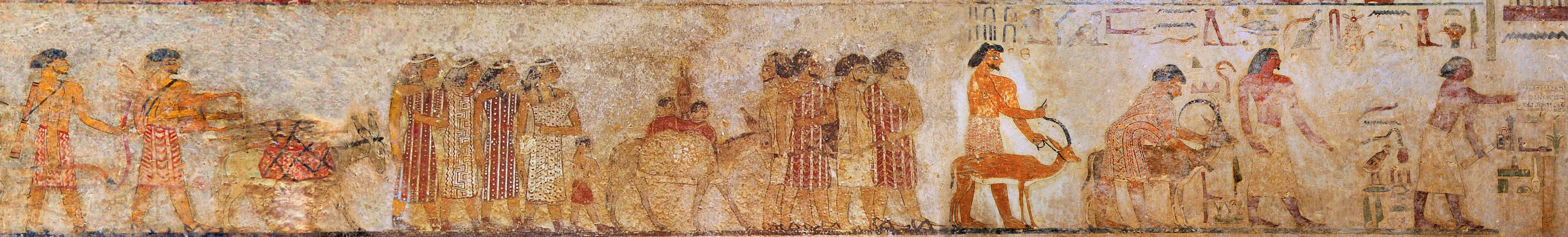
گروهی خارجی از غرب آسیا؛ احتمالاً کنعانی‌ها با نام آمو (Aamu) با رهبری که به عنوان یک هیکسوس شناخته می‌شود، از خنومهوتپ دوم، مقام مصری بازدید می‌کنند. مربوط به ۱۸۹۰ قبل از میلاد. مقبره خانومهوتپ دوم از مقامات دودمان دوازدهم مصر در بنی حسن

در حدود سال ۱۶۵۰ قبل از میلاد، کنعانیان به دلتای نیل شرقی حمله کردند. آنها که در آنجا به قدرت غالب تبدیل شدند، در میان مصریان به عنوان هیکسوس شناخته شدند. در کتیبه‌های مصری، عمار و آمورو (عموری‌ها) به‌طور دقیق در ناحیه شمالی‌تر کوهستانی شرق فنیقیه به کار می‌روند که تا رود عاصی امتداد دارد.
کاوش‌های باستان‌شناسی در تعدادی از مکان‌ها که بعداً به عنوان کنعانی شناخته شدند، نشان می‌دهد که رونق منطقه در این دوره عصر برنز میانه تحت رهبری شهر حزور که حداقل در بیشتر دوره‌ها به مصر خراج می‌داده، به اوج خود رسید. در شمال، شهرهای یمحاض و قطنا، هژمون‌های کنفدراسیون‌های مهم بودند. همچنین به نظر می‌رسد که حزور کتاب مقدس، شهر اصلی ائتلاف دیگری در جنوب بود.
اواخر عصر برنز (۱۵۵۰–۱۲۰۰ ق. م)

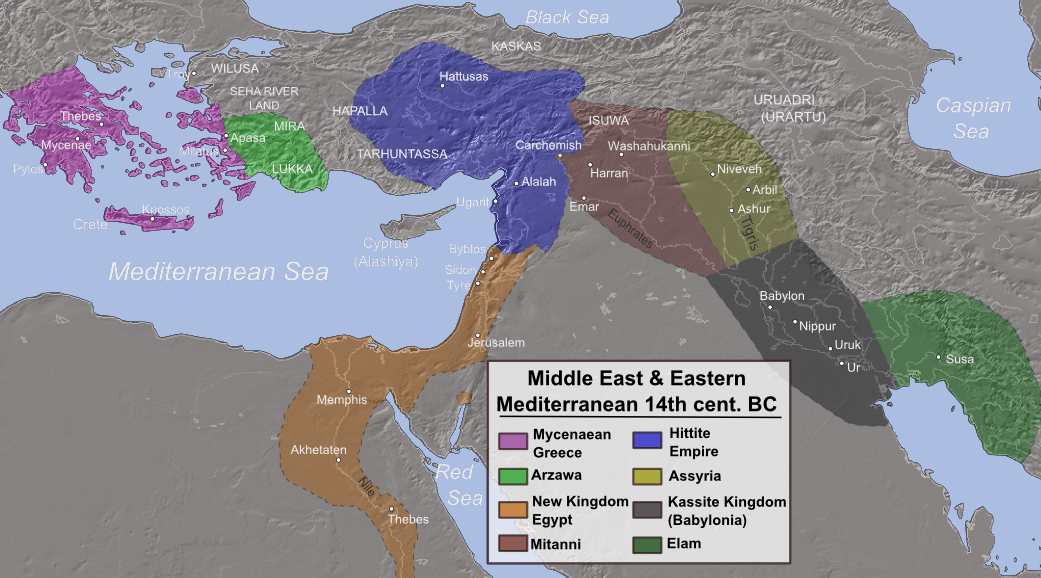
نقشه خاور نزدیک باستان در دوره عمارنه که قدرت‌های بزرگ آن زمان را نشان می‌دهد: مصر (نارنجی)، هیتی‌ها (آبی)، پادشاهی کاسیان بابل (سیاه)، امپراتوری آشور میانه (زرد) و میتانی (قهوه ای). گستره تمدن میسنی‌ها به رنگ ارغوانی ظاهر می‌شود.

در اواخر عصر برنز، بخش‌هایی از کنعان و جنوب غربی سوریه خراج‌گزار فراعنه مصر شد. با این حال تسلط مصریان بر این مناطق پراکنده بود و به اندازه کافی قوی نبود که از شورش‌های مکرر محلی و مبارزات بین‌شهری جلوگیری کند. مناطق دیگری مانند شمال کنعان و شمال سوریه در این دوره تحت حکومت آشوری‌ها قرار گرفت.
در زمان حکومت تحوتموس سوم (۱۴۷۹-۱۴۲۶ قبل از میلاد) و آمنهوتپ دوم (۱۴۲۷-۱۴۰۰ قبل از میلاد)، حضور منظم و نیرومند فرمانروا و ارتش مصر، آموریان و کنعانیان را به اندازه کافی وفادار نگه داشت. با این حال در زمان تحوتموس سوم یک گروه جدید و نگران کننده به نام هپرو در میان جمعیت گزارش شده‌اند. به نظر می‌رسد هپروها مزدور یا راهزن بوده‌اند که زمانی زندگی آرامی داشته‌اند، اما به دلیل زندگی در شرایط سخت آماده بودند خود را به هر حاکم محلی یا پادشاه که برای حمایت از آنها هزینه می کردند، استخدام کنند.

## پیوند به پیرون
- اطلاعات بیشتر درباره کنعان در دانشنامه کاتولیک
- canaanite.org، تارنمایی دربارهٔ تاریخ کنعان و زبان کنعانی